# اورسون آرانتس دی اولیویرا
اورسون آرانتس دی اولیویرا (به پرتغالی: Everson Arantes de Oliveira) مدافع، هافبک اهل برزیل است که در شهر Ituverava، سائوپائولو و در تاریخ ۲۹ نوامبر ۱۹۸۲ به دنیا آمده‌است.
اورسون آرانتس دی اولیویرا در تیم‌های فوتبال کروزیرو سابقهٔ حضور دارد.